# Minister-rezydent
Minister-rezydent – ranga dyplomatyczna o charakterze historycznym.
Wprowadzona została przez Protokół akwizgrański podczas kongresu w 1818 r. jako sytuowana pomiędzy posłem a chargé d’affaires. W praktyce ministrowie-rezydenci ustanawiani byli głównie w protektoratach i krajach zależnych i z czasem, jako klasa szefów misji stracili na znaczeniu. Rangi tej nie przewiduje Konwencja wiedeńska o stosunkach dyplomatycznych z 1961 r.